# Fayu (Atoll)
Fayu, auch Fayo, zur deutschen Kolonialzeit auch als Lütke-Insel bekannt, ist ein Atoll im Archipel der Karolinen im zentralen Pazifischen Ozean. Politisch gehört es zum Bundesstaat Chuuk der Föderierten Staaten von Mikronesien. Das Atoll wird, um eine Verwechslung mit dem ebenfalls mikronesischen Atoll West Fayu zu vermeiden, oftmals auch als East Fayu bezeichnet.

## Geographie
Fayu liegt im Norden des Bundesstaates, rund 100 km nördlich des Chuuk-Atolls sowie 36 km westlich vom Atoll Nomwin in den Hall Islands; trotz ihrer Nähe wird es geographisch jedoch nicht mehr zu den Hall Islands gezählt. Fayu ist in Nord-Süd-Richtung 2,7 km lang und in Ost-West-Richtung bis zu 1,4 km breit. Es hat eine Gesamtfläche von 2,5 km² und besteht größtenteils aus der Riffplattform, daneben gibt es eine kleine und flache Lagune sowie zwei dicht beisammenliegende Inseln auf dem östlichen Korallensaum mit einer Landfläche von insgesamt nur 40 Hektar. 1946 wurde eine Landfläche von 37,7 Hektar kartometrisch ermittelt.
Das heute unbewohnte Atoll war früher bewohnt. Im Jahr 1860 wurde die Bevölkerung auf 50 geschätzt.

## Verwaltung
Die Inseln gehören zur statistischen Inselregion Oksoritod, Unterregion Halls, und dort zur Gemeinde Nomwin.